# Autobahn (Deutschland)

Übersichtskarte der Autobahnen in Deutschland (Stand: Dezember 2024)

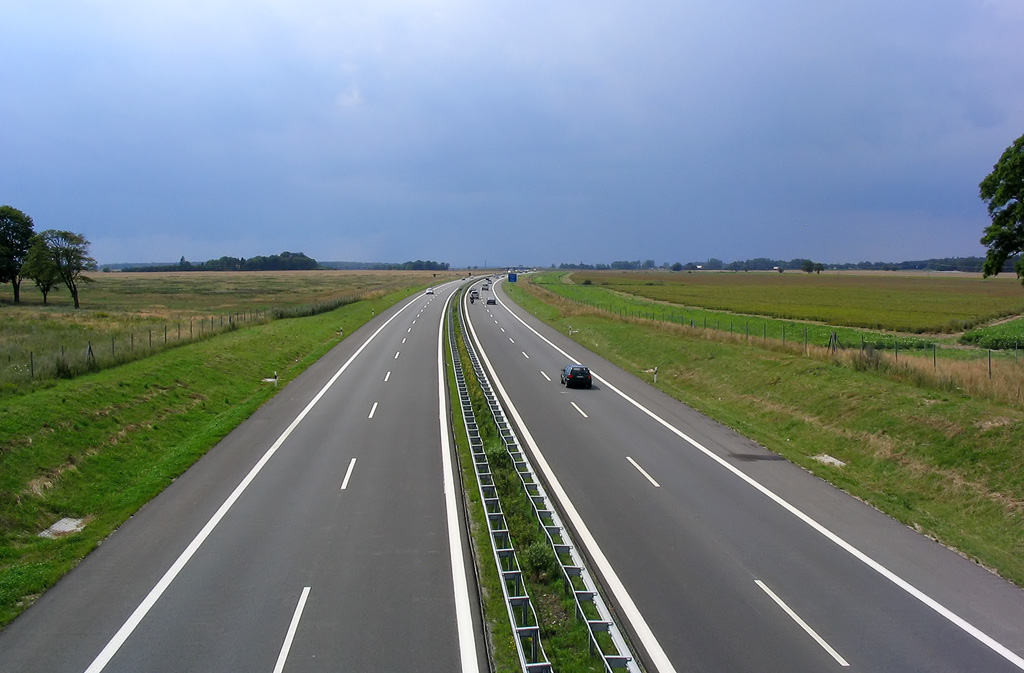
A 20 bei Langsdorf von einer Brücke aus gesehen. Ein Mittelstreifen mit einem Paar Leitplanken trennt die zwei Richtungsfahrbahnen. Jede hat zwei Fahrstreifen und in Fahrtrichtung rechts einen Standstreifen. Nach außen folgen Entwässerungsgraben mit Abwassereinlaufschächten, baumfreier Sturzraum bis zum Wildschutzzaun, der auch Wanderer abhält. (2004)

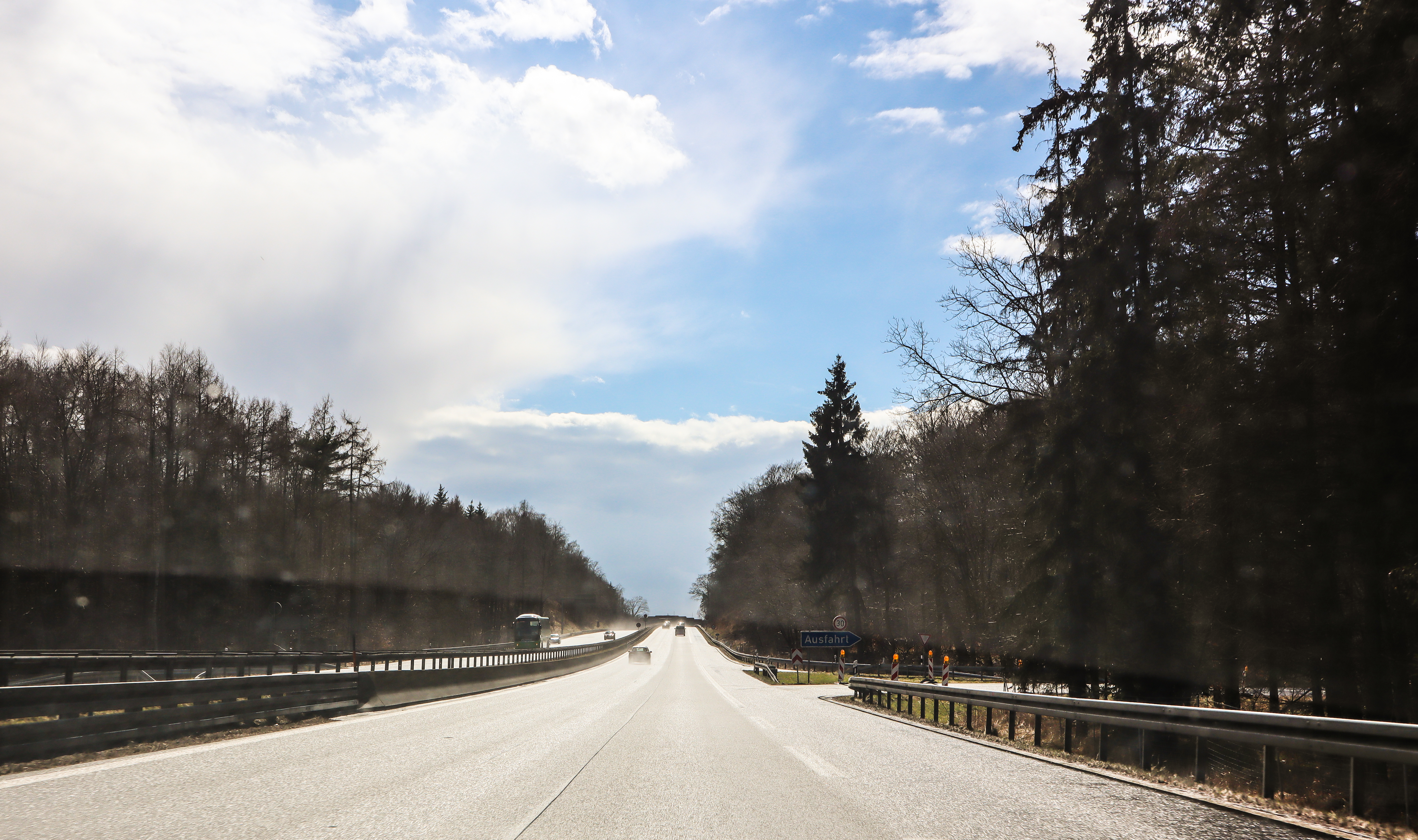
A 11 Uckermark, Brandenburg, aus Sicht eines linkssteuernden Pkw-Lenkers am 1. Fahrstreifen. Rechts ein raumsparender Anschluss mit kleiner Dreiecksinsel für ganz wenig Verkehr. (2018)

Eine Autobahn ist in Deutschland eine allein den Kraftfahrzeugen vorbehaltene Fernstraße, die frei von Anbauten und plangleichen Kreuzungen ist, getrennte Fahrbahnen für den Richtungsverkehr mit jeweils mehreren Fahrstreifen hat und mit besonderen Anschlussstellen für die Zu- und Ausfahrt ausgestattet ist.
Das Autobahnnetz Deutschlands ist mit über 13.210 Kilometern (Stand 2024) das viertlängste Autobahn-Straßennetz der Welt, nach dem Nationalen Autobahnnetz (184.000 km) der Volksrepublik China, dem Interstate Highway System (über 78.680 km) in den USA sowie dem Autobahnensystem in Spanien (17.629 km).
Neben den Bundesautobahnen (Abkürzung: BAB) nach dem Bundesfernstraßengesetz (FStrG) können auch andere Straßen mit geeignetem Ausbauzustand als Autobahnen beschildert werden. Umgekehrt sind aber nicht alle Bundesautobahnen als Autobahn beschildert. Autobahnen im Sinne der Straßenverkehrsordnung werden durch das Verkehrszeichen 330 (  ) gekennzeichnet. Sie dürfen nur von Kraftfahrzeugen befahren werden, deren bauartbedingte Höchstgeschwindigkeit 60 km/h überschreitet (§ 18 Abs. 1 Satz 1 StVO). Die Autobahnen wurden bis zum 31. Dezember 2020 von den Ländern im Auftrag des Bundes verwaltet. Seit dem 1. Januar 2021 werden die Autobahnen zentral vom Fernstraßen-Bundesamt und der Autobahn GmbH des Bundes (Abkürzung: Die Autobahn) verwaltet.

## Geschichte

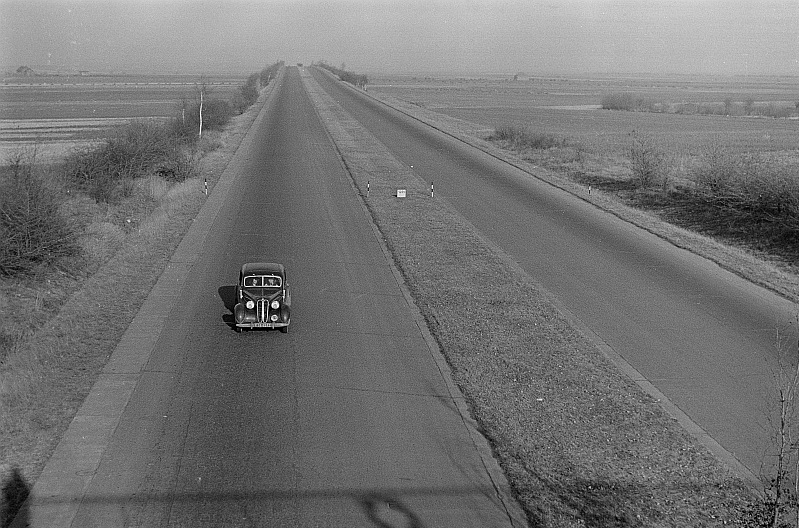
Deutsche Autobahn 1951

Die Bezeichnung „Autobahn“ wurde erstmals von Robert Otzen im Jahr 1929 geprägt. Otzen war Vorsitzender des Autobahnprojekts HaFraBa (Autobahnprojekt Hansestädte–Frankfurt am Main–Basel). Aus dem Jahr 1927 ist die Bezeichnung Autobahnstraße belegt. Die erste autobahnähnliche Strecke der Welt war die AVUS im Berliner Grunewald, die am 24. September 1921 eröffnet wurde. Sie war 8,3 Kilometer lang und gebührenpflichtig. Sie diente zunächst hauptsächlich als Renn- und Teststrecke und nicht dem öffentlichen Verkehr. Die erste längere Autobahn der Welt wurde am 21. September 1924 in Italien eröffnet, das erste Teilstück von Mailand nach Varese der heutigen A 8.
Der Begriff „Autobahn“ trat zum ersten Mal 1932 auf und bezeichnete die Vorstellung einer kreuzungsfreien Schnellstraße ohne Gegenverkehr. Eine Fachzeitschrift zur HaFraBa hatte sich damals in Analogie zur Eisenbahn in „Autobahn“ umbenannt. Als einer der ersten Autobahnvorläufer wurde am 6. August 1932 die offiziell als Rheinische Provinzialstraße bezeichnete Straße zwischen Köln und Bonn vom Kölner Oberbürgermeister Konrad Adenauer eröffnet; die kreuzungsfreie Strecke war 20 Kilometer lang („kreuzungsfreie Kraftfahr-Straße“). Heute trägt sie die Bezeichnung A 555. Die Straße war bereits für Fahrzeuggeschwindigkeiten von 120 km/h konzipiert, obwohl die meisten damaligen Fahrzeuge meist nur eine deutlich geringere Geschwindigkeit erreichen konnten. 
Schon in den frühen 1920er Jahren konstruierte der italienische Tiefbauingenieur Piero Puricelli mit der Autostrada dei Laghi eine Straße nur für Autos, jedoch ohne getrennte Richtungsfahrbahnen, die von Mailand zu den Oberitalienischen Seen führte. Er gilt deshalb als Erbauer der ersten „Autobahn“ der Welt, nachdem die HaFraBa zu diesem Zeitpunkt noch in der Planungsphase war.
Am 23. September 1933 (wenige Tage vor der Eröffnung eines weiteren autobahnähnlichen Teilabschnittes der heutigen A 3 bei Opladen, der bereits 1931 begonnen worden war) wurde im Nationalsozialismus mit dem Bau der Reichsautobahnen mit den heutigen Autobahnmerkmalen wie Netzcharakter, i. d. R. begrünter trennender Mittelstreifen, System von Nebenbetrieben wie Autobahnmeistereien und Tank- und Rastanlagen, begonnen, was durch den persönlichen „ersten Spatenstich“ durch Adolf Hitler von der Propaganda besonders herausgestellt wurde. Die Verantwortung für den Bau der Reichsautobahnen oblag dem Generalinspektor für das deutsche Straßenwesen Fritz Todt, dem Landschaftsarchitekten Alwin Seifert und dem Architekten Paul Bonatz. Die Eröffnung des ersten Abschnittes der Reichsautobahn zwischen Frankfurt a. M. Süd und Darmstadt fand am 19. Mai 1935 statt.

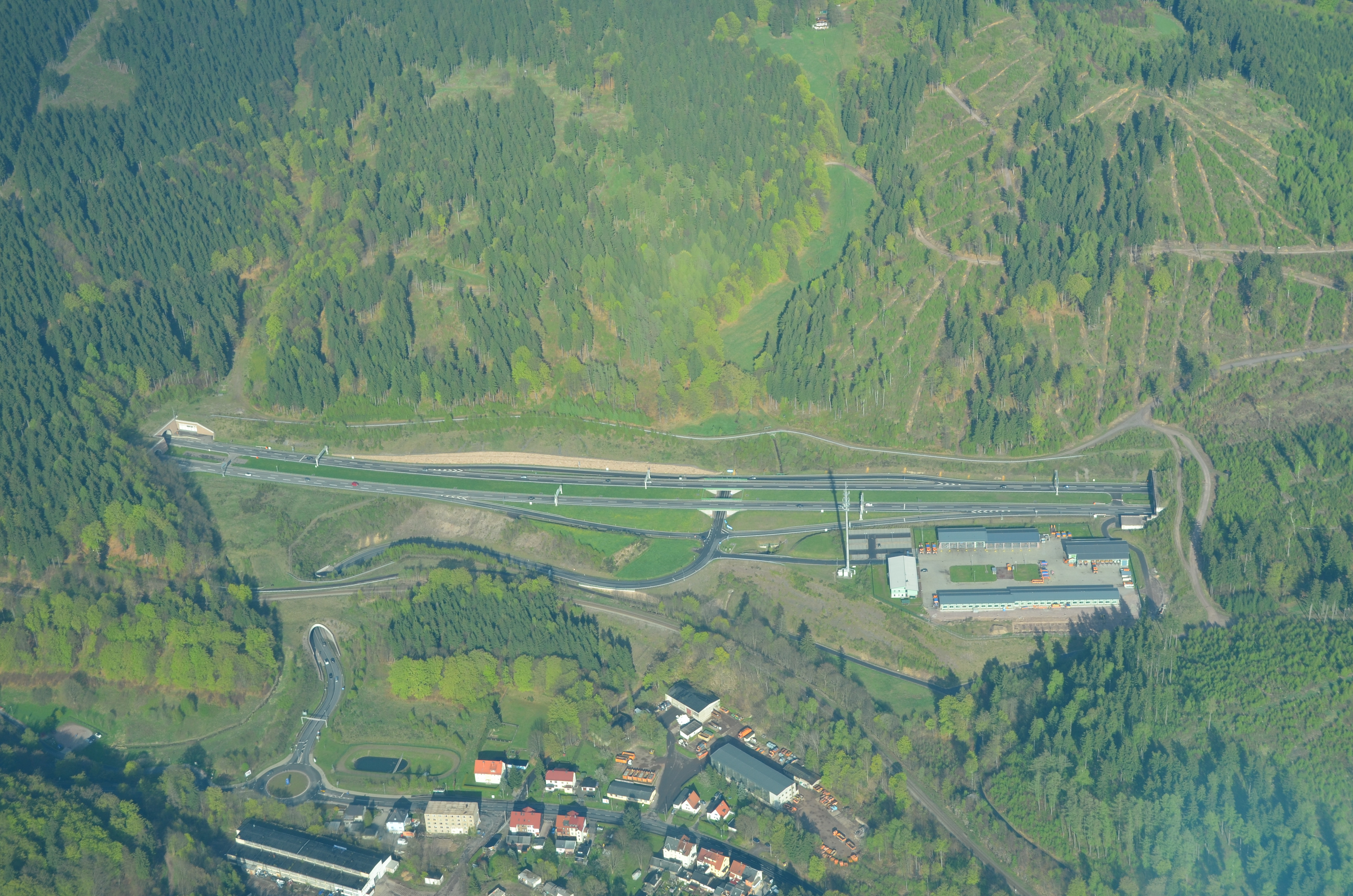
Verkehrsprojekt Deutsche Einheit Nr. 16: A 71 Erfurt–Schweinfurt. Luftaufnahme der teuersten Autobahn Deutschlands zwischen Rennsteigtunnel und Tunnel Hochwald

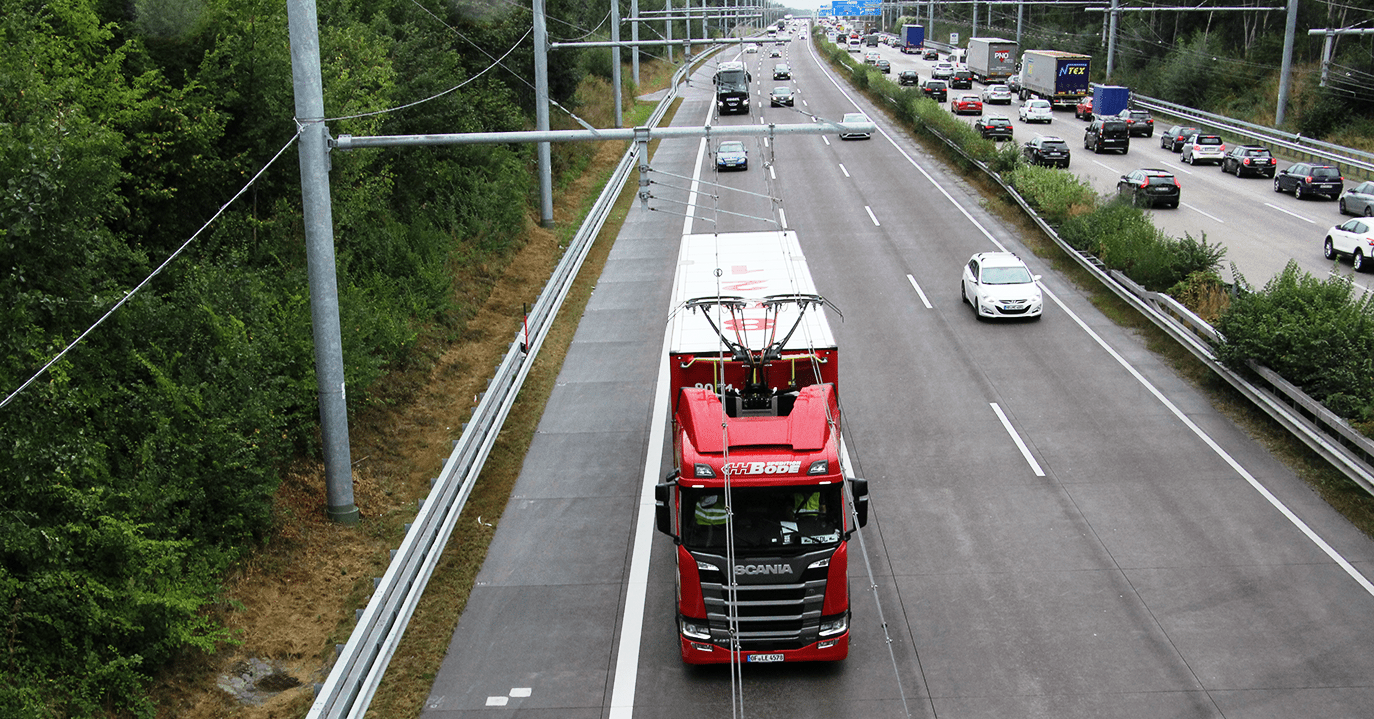
Oberleitungssystem auf der A 1 zwischen Reinfeld und Lübeck

Auf den ersten Autobahnabschnitten richtete die Deutsche Reichsbahn einen Omnibus-Schnellverkehr ein, darunter gehörte die Strecke Frankfurt/Main-Darmstadt-Mannheim. In diesem Zusammenhang kam es auch zu Überlegungen, die Reichsautobahnen mit Oberleitungen zu elektrifizieren, damit diese auch von O-Bussen und elektrisch betriebenen Lastkraftwagen befahren werden konnten. Der damalige Ministerialdirektor Eduard Schönleben (1897–1985), der unter anderem für den Autobahnbau und -betrieb Verantwortung zeichnete, stellte 1937 jedoch fest, dass ein autobahngebundener Oberleitungsbetrieb alle Möglichkeiten überstieg. Aus den allgemeinen Überlegungen zum Omnibus-Schnellverkehr entwickelte sich der spätere Bahnbusverkehr der Deutschen Bundesbahn. Während des Zweiten Weltkrieges, ab Herbst 1943, durften Autobahnen wegen des geringen Fahrzeugverkehrs auch von Radfahrern benutzt werden.
Verkehrsaufkommen und Fahrgeschwindigkeit sind bis in die 1950er Jahre nicht mit gegenwärtigen Verhältnissen auf Autobahnen vergleichbar. So mussten beispielsweise Omnibusse und Lastzüge auf Gefällestrecken wegen der damaligen Bremsentechnik ihre Geschwindigkeit auf 8–10 km/h verringern.
Mit der Einführung von Schutzplanken, allgemein auch Leitplanken genannt, wurde an den westdeutschen Autobahnen Anfang der 1960er Jahre begonnen.
Mit der Deutschen Wiedervereinigung galt es, die Transitstrecken der DDR auf Westniveau zu bringen und neue Fernstraßen anzulegen. Dazu wurde die Deutsche Einheit Fernstraßenplanungs- und -bau GmbH (Deges) gegründet. Dies verstieß zwar gegen die im Grundgesetz verankerte Aufgabentrennung von Bund und Ländern des föderalistischen Deutschland. Doch setzte sich der Aufbau Ost de facto darüber hinweg. Die Arbeitsteilung erfolgte so, dass der Bund plante und bezahlte und die Länder setzten – mit Unterstützung von Deges – um. Sie sorgten auch für den Betrieb der Autobahnen.
Der Sachverständigenrat für Umweltfragen hat 2012 vorgeschlagen, die rechten Fahrstreifen der Autobahnen A 1 bis A 9 auf mehr als 5000 Kilometer Streckenlänge mit einem Oberleitungssystem auszurüsten. Das Konzept beschreibt die elektrische Versorgung von Lastkraftwagen mit Hybridantrieb zur Schonung der Umwelt.
Mit dem Jahr 2021 ist die Autobahn GmbH des Bundes und das Fernstraßen-Bundesamt für Planung, Bau, Betrieb, Erhaltung, Finanzierung und Verwaltung aller deutschen Autobahnen zuständig. Zuvor waren die Bundesländer im Auftrag des Bundes dafür verantwortlich.

## Bundesautobahnen

StVO-Zeichen Nr. 330: Autobahn

Bundesautobahnen sind Bundesfernstraßen, die laut § 1 Bundesfernstraßengesetz (FStrG) „nur für den Schnellverkehr mit Kraftfahrzeugen bestimmt und so angelegt sind, dass sie frei von höhengleichen Kreuzungen und für Zu- und Abfahrt mit besonderen Anschlussstellen ausgestattet sind. Sie sollen getrennte Fahrbahnen für den Richtungsverkehr haben.“
Ihre Eigenschaft als Bundesautobahn erhält eine Straße durch den formalen Akt der Widmung. Dadurch gibt es Strecken, die eine Bundesautobahn sind, ohne den notwendigen Ausbauzustand zu besitzen (beispielsweise bei Strecken, bei denen bisher nur eine Richtungsfahrbahn fertiggestellt werden konnte) und die daher vorübergehend wie eine Bundesstraße, oft jedoch mit dem Zeichen 331 (  ) auch als Kraftfahrstraße, beschildert wurden.

## Verkehrsregeln
Auf der Autobahn dürfen Fahrzeuge weder wenden noch rückwärts fahren. Das Halten ist verboten. Das Verbot gilt auch für den Seitenstreifen. Die Einfahrt ist nur an gekennzeichneten Anschlussstellen erlaubt. Fußgänger dürfen die Autobahn nicht betreten.

### Tempolimit

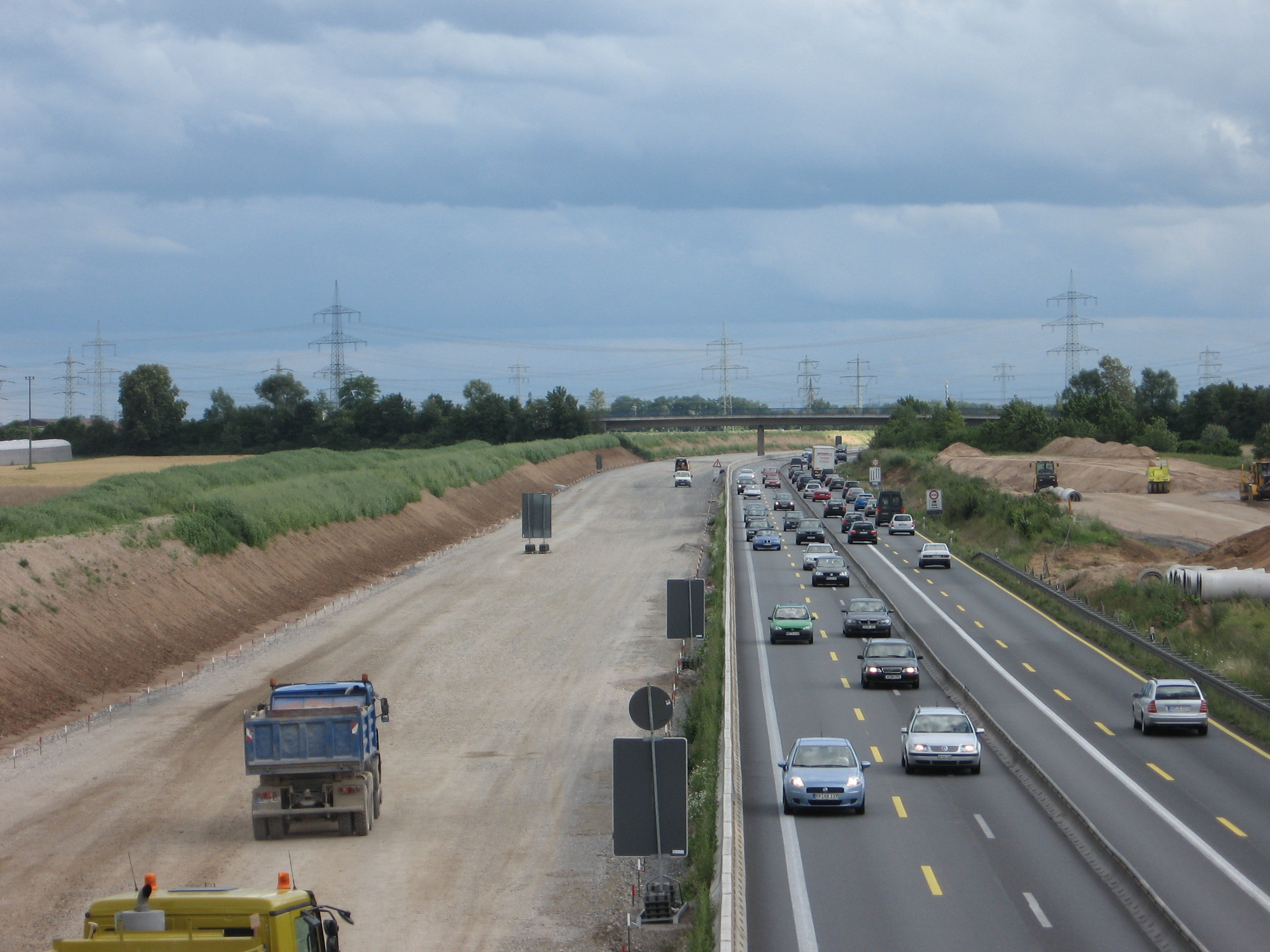
Baustellenverkehrsführung 4s + 0 mit Benutzung des Seitenstreifens. (s … Fahrspuren, 0 … kein Standstreifen)

Auf Autobahnen gilt kein allgemeines Tempolimit, jedoch wird nach der Autobahn-Richtgeschwindigkeits-Verordnung eine Richtgeschwindigkeit von 130 km/h empfohlen, sofern diese für das jeweilige Fahrzeug erlaubt ist. Die Überschreitung der Richtgeschwindigkeit ist, sofern kein Verkehrszeichen die Geschwindigkeit beschränkt, keine Straftat oder Ordnungswidrigkeit; jedoch kann bei einem Unfall eine Mithaftung aufgrund einer erhöhten Betriebsgefahr angerechnet werden. Die Richtgeschwindigkeit gilt für mehr als die Hälfte des deutschen Autobahnnetzes, ungefähr ein Drittel hat eine dauerhafte Geschwindigkeitsbegrenzung, der Rest ein je nach Verkehrs- und Wettersituation wechselndes Limit.
Für einige Kraftfahrzeugarten gibt es jedoch gesetzliche Tempolimits. Die folgenden Fahrzeuge dürfen auf der Autobahn maximal 80 km/h schnell fahren:
- Kfz mit einer zulässigen Gesamtmasse von mehr als 3,5 t (ausgenommen Pkw)
- Pkw, Lkw, Zugmaschinen und Wohnmobile mit Anhänger
- Busse ohne Anhänger oder mit Gepäckanhänger[11]

Krafträder mit Anhänger, Zugmaschinen mit zwei Anhängern sowie Busse mit Anhänger oder mit Fahrgästen, für die keine Sitzplätze vorhanden sind, dürfen auf der Autobahn maximal 60 km/h schnell fahren.
Der Stadtstaat Bremen ist das einzige deutsche Land, in dem es keinen Autobahnabschnitt gibt, auf dem schneller als 120 km/h gefahren werden darf. Von den insgesamt rund 60 km Autobahnstrecke in Bremen wurde am 9. April 2008 das letzte etwa sechs Kilometer lange Tempo-unbeschränkte Teilstück der A 27 entsprechend beschränkt; für die restlichen Streckenabschnitte galten bereits vorher Geschwindigkeitsbegrenzungen. Die Länder können kein generelles Tempolimit auf den Autobahnen ihres Landes einführen, da diese sich im Besitz des Bundes befinden, weshalb das Bundesverkehrsministerium für alle Tempolimits auf Autobahnen zuständig ist.
Den Umfang von Autobahnen ohne Tempolimit am Gesamtnetz beziffert die Bundesanstalt für Straßenwesen für das Jahr 2015 auf 70,4 Prozent (rund 18.115 von 25.767 km). In dieser Zahl sind die häufig wechselnden Beschränkungen aufgrund von Arbeitsstellen nicht berücksichtigt; diese werden auf durchschnittlich ca. 10 % des Streckennetzes geschätzt. Eine 2022 vorgestellte Erhebung unter Berufung auf Daten eines Navigationssystem-Herstellers kommt auf einen ähnlichen Wert von 70,7 Prozent.
Immer wieder gibt es öffentliche Debatten über die Einführung eines bundesweiten Tempolimits auf Autobahnen. Befürworter geben als Argumente u. a. geringere Unfallzahlen, Verringerung der Lärmbelästigung sowie den Umweltschutz an. Aktuellen Daten des Statistischen Bundesamts zufolge ist nicht angepasste Geschwindigkeit für 46 % aller Verkehrstoten auf Autobahnen verantwortlich:

„Auf Abschnitten ohne Tempolimit war unangepasste Geschwindigkeit bei 45 % der Verkehrstoten eine Unfallursache (135 von 301 Unfalltoten), bei Streckenabschnitten mit Geschwindigkeitsbegrenzung bei 50 % der tödlich Verunglückten (61 von 123 Unfalltoten). Insgesamt starben 71 % der Todesopfer auf Autobahnen auf Strecken ohne Tempolimit. Allerdings liegt laut der Bundesanstalt für Straßenwesen (BASt) auch der Anteil von Strecken ohne Geschwindigkeitsbegrenzung am gesamten Autobahnnetz bei 70 %, was den hohen Anteil der Unfalltoten auf Strecken ohne Tempolimit relativiert.“

Gleichzeitig bedeutet „nicht angepasste Geschwindigkeit“ nicht, dass das Tempolimit oder die Richtgeschwindigkeit in den genannten Fällen überschritten wurden – für den Tatbestand reicht z. B. zu schnelles Fahren bei Glätte, Nebel oder Staugefahr aus, auch ohne die zulässige Geschwindigkeit zu erreichen. Gegner eines generellen Tempolimits führen u. a. ökonomische Nachteile sowie eine Einschränkung der individuellen Freiheit als Argumente gegen ein Tempolimit an. In einigen Grenzgebieten zu anderen Staaten kommt es aufgrund der gesetzlichen Regelung der Richtgeschwindigkeit und des damit verbundenen, nicht vorhandenen Tempolimits für Kraftfahrzeuge zu einer Art Hochgeschwindigkeits-Tourismus, welchem seitens der Regierung mit Tempolimits begegnet wird.
Auf den Autobahnen der DDR (1949–1990) galt ein generelles Tempolimit von 100 km/h. Die Benutzung der Autobahn mit Mokicks (50 cm³), welche eine bauartbedingte zulässige Höchstgeschwindigkeit von 60 km/h aufwiesen, war damals im Unterschied zu heute zulässig. Dem steht die heutige Forderung einer bauartbestimmten Höchstgeschwindigkeit von mehr als 60 km/h entgegen.

### Nutzung des Seitenstreifens
Der Seitenstreifen ist gemäß § 2 Straßenverkehrs-Ordnung (StVO) nicht Bestandteil der Fahrbahn und darf deshalb nicht befahren werden. Er muss hingegen benutzt werden, wenn er durch das Verkehrszeichen 223.1 (  ) oder durch eine Baustellenverkehrsführung zum Befahren freigegeben ist oder die Fahrzeuge durch die Polizei dorthin geleitet werden. Ein Fahrzeug mit Wegerecht (Blaulicht und Einsatzhorn) kann unmittelbar anordnen, freie Bahn zu schaffen. Dann darf unter dem Gesichtspunkt des Notstands auch auf den Seitenstreifen ausgewichen werden.

## Organisation

Übersichtskarte der Autobahnen in Deutschland

Für Bundesautobahnen existiert seit 1. Januar 1975 das heutige Nummerierungssystem. Ein früheres, 1971 im Bedarfsplan Bundesfernstraßen 1971–1985 festgehaltenes System, in dem die einstelligen Nummern den von Berlin ausgehenden Strecken zugeordnet waren, hatte sich nicht durchsetzen können. Autobahnen, die in nord-südlicher Richtung verlaufen, werden in Deutschland mit ungeraden Ziffern, Autobahnen in ost-westlicher Richtung werden gerade nummeriert. Die einziffrigen Autobahnen (A 1–A 9) durchziehen Deutschland großräumig oder grenzüberschreitend. Die zweiziffrigen Nummerierungen sind einzelnen Gebieten zugeordnet; sie beginnen mit der A 10, dem Berliner Ring, und enden mit der A 99, dem Autobahnring München:
- A 10 und höhere verlaufen in Berlin, Brandenburg, Sachsen, Sachsen-Anhalt und Mecklenburg-Vorpommern;
- A 20 und höhere in Norddeutschland;
- A 30 und höhere in Niedersachsen, im nördlichen Westfalen und Thüringen sowie Sachsen-Anhalt und Sachsen
- A 40 und höhere im Rheinland, Westfalen und nördlichen Hessen;
- A 50 und höhere vom Niederrheingebiet bis Bonn;
- A 60 und höhere in Rheinland-Pfalz, im Saarland, im südlichen Hessen und in der Metropolregion Rhein-Neckar;
- A 70 und höhere in Franken, Thüringen und im westlichen Sachsen;
- A 80 und höhere in Baden-Württemberg;
- A 90 und höhere in Altbayern, im Bodenseeraum und am Hochrhein.

Regionale Autobahnen, die beispielsweise zwei größere Autobahnen verbinden oder Zubringerautobahnen sind, haben eine dreistellige Nummerierung mit gleicher erster Ziffer, also etwa einer „3“ im Großraum Hannover. Hierbei ist beispielsweise die im Vergleich weniger bedeutsame A 391 der erste Ableger der A39.
Die auf der Beschilderung ausgewiesene Nummer kann – vor allem provisorisch – von der in der Widmung vergebenen Nummer abweichen; auf diese Weise sind auch andere Autobahnen, wie die A 995, in die Nummerierung einbezogen.
Die Beschilderung der Fahrtziele richtet sich bei deutschen Autobahnen nach den im Autobahnverzeichnis der Bundesanstalt für Straßenwesen aufgeführten Endstellen der einzelnen Autobahnteilabschnitte. Aus diesem Grunde werden viele große Städte, an denen eine Autobahn vorbeiführt, oft erst kurz vor der Ausfahrt auf der Beschilderung erwähnt, was besonders ausländische Kraftfahrer verwirrt.
Bundesautobahnen unterliegen als Bundesfernstraßen der Zuständigkeit des Bundes; anders als bei Bundesstraßen gibt es jedoch keine direkten Ortsdurchfahrten.
Seit 2021 werden die deutschen Autobahnen von der Die Autobahn GmbH des Bundes verwaltet.

## Die zehn längsten Autobahnen Deutschlands
| Platz | Autobahn | Länge                    | kreuzende Autobahnen             |
| ----- | -------- | ------------------------ | -------------------------------- |
| 01    | A7       | 962 km                   | A1 · A2 · A4 · A5 · A3 · A6 · A8 |
| 02    | A3       | 769 km                   | A2 · A1 · A4 · A5 · A7 · A9 · A6 |
| 03    | A1       | 749 km (geplant: 790 km) | A7 · A2 · A3 · A4 · A8 · A6      |
| 04    | A4       | 583 km                   | A1 · A3 · A7 · A9                |
| 05    | A9       | 533 km                   | A4 · A3 · A6 · A8                |
| 06    | A8       | 505 km                   | A1 · A6 · A5 · A7 · A9           |
| 07    | A6       | 484 km                   | A1 · A8 · A5 · A7 · A9 · A3      |
| 08    | A2       | 473 km                   | A3 · A1 · A7 · A9                |
| 09    | A5       | 440 km                   | A7 · A3 · A6 · A8                |
| 10    | A20      | 345 km (geplant: 541 km) | A1 · A14 · A19                   |

Der A 1 fehlt in der Eifel ein 25 Kilometer langer Streckenabschnitt, sollte dieser gebaut werden, dann ist die A 1 mit 774 Kilometern die zweitlängste Autobahn Deutschlands.
Die A 20 wurde in Niedersachsen ursprünglich als A 22 geplant. Inzwischen gab es dazu aber eine Planänderung und somit würde die gesamte Küstenautobahn als A 20 ausgeführt werden.

## LKW-Maut in Deutschland

StVO-Zeichen Nr. 390: Mautpflicht nach dem ABMG

Auf Autobahnen, die Bundesautobahnen sind, wird für Lastkraftwagen (Lkw) schon seit den 1990er Jahren eine (Zeit-)Maut mittels Vignette (ähnlich wie beispielsweise in Österreich oder der Schweiz für Pkw) erhoben. Seit dem 31. August 2003 gilt auf deutschen Bundesautobahnen eine streckenabhängige Maut für Lkw über (seit 1. Oktober 2015; vorher 12) 7,5 Tonnen zulässigem Gesamtgewicht. Ausgenommen von der Mautpflicht sind unter anderem Kraftomnibusse, land- und forstwirtschaftliche Maschinen und die Feuerwehr. Zur Mauterhebung ist in Deutschland ein GPS-, also satellitengestütztes System aufgebaut worden. Da das neu entwickelte Abrechnungssystem Toll Collect jedoch zum Starttermin noch nicht einsatzbereit war, wurde zunächst noch keine Maut erhoben. Nach einigem politischen und vertragsrechtlichen Tauziehen konnte am 1. Januar 2005 eine zunächst technisch eingeschränkte Version in Betrieb genommen werden.
Strecken, die nicht mit dem Zeichen 330 (  ) als Autobahn beschildert sind, werden hierbei mit dem Zeichen 390 (  ) gekennzeichnet. Auf Autobahnen, die keine Bundesautobahnen sind, wird keine Maut erhoben. Diese Strecken sind in der Mauttabelle mit einer kostenpflichtigen Länge von „0,0 km“ ausgewiesen. Eine Pkw-Maut auf deutschen Autobahnen gibt es bisher nicht. Der damalige Bundesverkehrsminister Wolfgang Tiefensee hatte 2005 noch einmal bekräftigt, dass eine solche Maut auch nicht in Planung sei. Der ihm folgende Verkehrsminister Peter Ramsauer hatte die Pkw-Maut wieder ins Gespräch gebracht, kurz darauf aber ebenfalls geäußert, dass keine Pkw-Maut geplant sei.
Vom Staat erhobene Gebühren müssen in der Bundesrepublik Deutschland wieder dem Sachgebiet, in dem sie erhoben worden sind, zugutekommen, in diesem Fall der Instandhaltung und dem Neubau von Verkehrsinfrastruktur. Sie fließen – abzüglich der Betreibergebühren für Toll Collect – an die Verkehrsinfrastrukturfinanzierungsgesellschaft mbH. Die Maut-Gebühren werden im Rahmen von „Public Private Partnership“-Projekten im Gegenzug für Straßenbau und -erhaltung bei einigen Strecken (derzeit vier Autobahnabschnitte, geplant sind weitere sieben) auch an private Unternehmen gezahlt.
Weiterhin sind einige neue Verkehrsprojekte teilweise privat realisiert worden, die zwar nicht direkt im Autobahnnetz liegen, aber daran anschließen: Der Warnowtunnel in der Verlängerung der A 19 in Rostock und der Herrentunnel an der A 226 in Lübeck. Dort wird gemäß dem Fernstraßenbauprivatfinanzierungsgesetz (Modell F) die Maut nicht nur für Lkw, sondern auch für Pkw erhoben. Sehr bald nach der Eröffnung hat sich gezeigt, dass die erwarteten Einnahmen nicht erreicht werden konnten, weil erheblich weniger Verkehr floss als prognostiziert. Daraufhin wurde der Zeitraum, in dem der Betreiber Maut erheben kann, beim Warnowtunnel von 30 auf 50 Jahre verlängert, im Fall des Herrentunnels wurde die Maut insbesondere für PKW erhöht. Anhand dieser Projekte wird überlegt, eine Maut für einige Neubaustrecken einzuführen; andererseits wird in Frage gestellt, ob dieses Finanzierungsmodell tragfähig ist.

## Verkehrsstärke

### Stärkstbefahrene Autobahnen

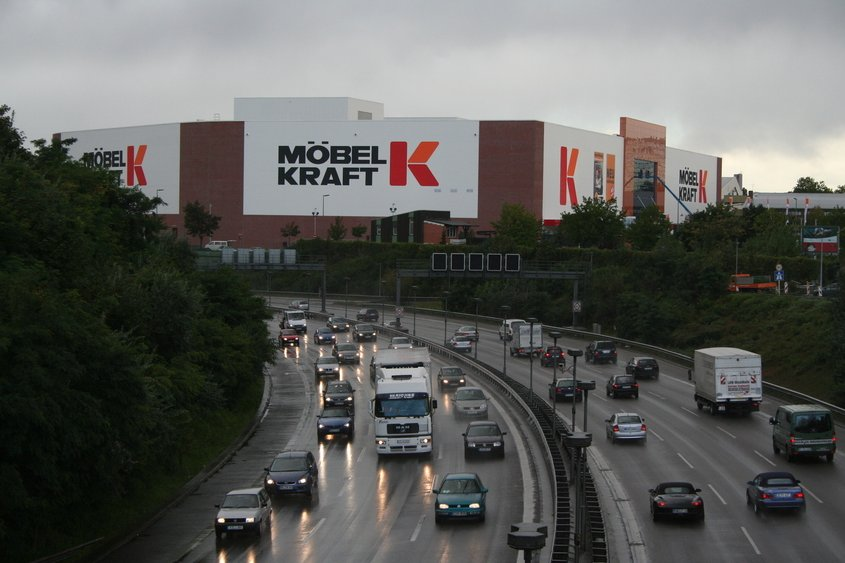
Bundesautobahn 100

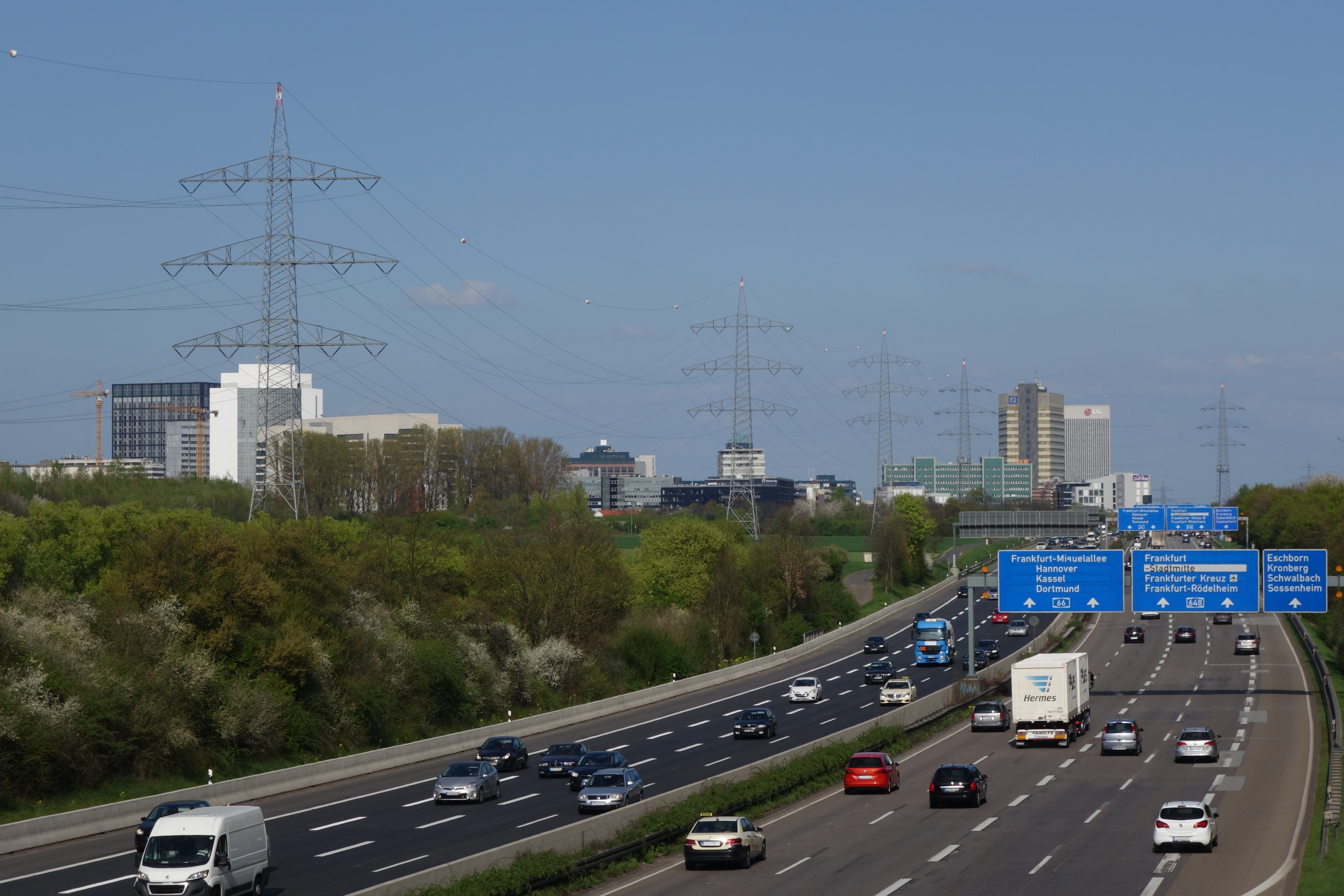
A 66 zwischen Frankfurt-Höchst und Eschborner Dreieck, kurz vor der Anschlussstelle Eschborn samt Abfahrt nach Sossenheim (rechts); mittig die Ausfädelung zur A 648; links im Hintergrund Eschborner Bürohäuser

Die am stärksten befahrene Autobahn Deutschlands ist die A 100 in Berlin, gefolgt von der A 3 im Bereich des Kölner Rings. Abschnitte, auf denen zwei Autobahnen parallel verlaufen, sind nicht aufgeführt. So weisen beispielsweise die A 3/A 4 im Abschnitt Kreuz Köln-Ost – Dreieck Heumar über 175.000 Fahrzeuge und die A 8/A 81 im Abschnitt Leonberg-Ost – Kreuz Stuttgart über 150.000 Fahrzeuge auf.
Insgesamt verzeichnen 25 Autobahnen abschnittsweise über 100.000 Fahrzeuge pro Tag.
| Autobahn | Meistbefahrener Abschnitt                          | Bundesland          | Durchschnittliche tägliche Verkehrsstärke (DTV) auf diesem Abschnitt 2015 |
| -------- | -------------------------------------------------- | ------------------- | ------------------------------------------------------------------------- |
| A100     | Alboinstraße – Tempelhofer Damm                    | Berlin              | 168.400                                                                   |
| A3       | Köln-Dellbrück – Kreuz Köln-Ost                    | Nordrhein-Westfalen | 166.700                                                                   |
| A5       | Westkreuz Frankfurt – Frankfurt-Westhafen          | Hessen              | 160.800                                                                   |
| A9       | Kreuz München-Nord – Garching-Süd                  | Bayern              | 153.100                                                                   |
| A66      | Frankfurt-Höchst – Eschborner Dreieck              | Hessen              | 138.200                                                                   |
| A46      | Dreieck Düsseldorf-Süd – Erkrath                   | Nordrhein-Westfalen | 136.000                                                                   |
| A4       | Kreuz Köln-Süd – Köln-Poll                         | Nordrhein-Westfalen | 134.200                                                                   |
| A81      | Autobahnkreuz Stuttgart – Sindelfingen-Ost         | Baden-Württemberg   | 128.000                                                                   |
| A99      | Aschheim/Ismaning – Kirchheim bei München          | Bayern              | 127.400                                                                   |
| A1       | Kreuz Köln-West – Köln-Lövenich                    | Nordrhein-Westfalen | 126.200                                                                   |
| A2       | Autobahnkreuz Oberhausen – Oberhausen-Königshardt  | Nordrhein-Westfalen | 123.700                                                                   |
| A59      | Dreieck Sankt Augustin-West – Dreieck Bonn-Nordost | Nordrhein-Westfalen | 119.000                                                                   |
| A8       | Leonberg-West – Autobahndreieck Leonberg           | Baden-Württemberg   | 117.500                                                                   |
| A57      | Neuss-Reuschenberg – Neuss-Hafen                   | Nordrhein-Westfalen | 116.500                                                                   |
| A40      | Bochum-Wattenscheid – Bochum Dückerweg             | Nordrhein-Westfalen | 114.600                                                                   |
| A111     | Flughafen Tegel – Am Festplatz                     | Berlin              | 109.900                                                                   |
| A7       | Hamburg-Othmarschen – Hamburg-Waltershof           | Hamburg             | 107.600                                                                   |
| A60      | Mainz-Hechtsheim-Ost – Mainz-Weisenau              | Rheinland-Pfalz     | 106.800                                                                   |
| A52      | Dreieck Breitscheid – Tiefenbroich                 | Nordrhein-Westfalen | 104.200                                                                   |
| A565     | Bonn-Beuel – Bonn-Auerberg                         | Nordrhein-Westfalen | 103.700                                                                   |
| A113     | Späthstraße – Johannisthaler Chaussee              | Berlin              | 103.000                                                                   |
| A661     | Offenbach-Kaiserlei – Frankfurt-Ost                | Hessen              | 102.800                                                                   |
| A92      | Kreuz Neufahrn – Freising-Süd                      | Bayern              | 101.600                                                                   |
| A255     | Hamburg-Veddel – Dreieck Norderelbe                | Hamburg             | 100.900                                                                   |
| A10      | Dreieck Nuthetal – Michendorf                      | Brandenburg         | 100.500                                                                   |

Quelle: Bundesanstalt für Straßenwesen

### Stärkstbefahrene Autobahnabschnitte
| Rang | Autobahn | Strecke                                            | Kraftfahrzeuge pro Tag | Fahrstreifen | Bundesland          |
| ---- | -------- | -------------------------------------------------- | ---------------------- | ------------ | ------------------- |
| 1    | A100     | Zwischen Alboinstraße und Tempelhofer Damm         | 168.400                | 6            | Berlin              |
| 2    | A100     | Zwischen Dreieck Charlottenburg und Spandauer Damm | 167.000                | 6            | Berlin              |
| 3    | A3       | Zwischen Kreuz Köln-Ost und Köln-Dellbrück         | 166.700                | 8            | Nordrhein-Westfalen |
| 4    | A100     | Zwischen Kaiserdamm-Süd und Dreieck Funkturm       | 165.300                | 6            | Berlin              |
| 5    | A3       | Zwischen Frankfurt-Süd und Offenbacher Kreuz       | 163.400                | 8–10         | Hessen              |

## Verkehrssicherheit
Kurzzusammenstellung der Straßenverkehrsunfälle in Deutschland 2014:
| Straßenklassifizierung  | Unfälle mit Personenschaden | Getötete | Darunter getötete Insassen von Kraftwagen | Raten der Unfälle mit Personenschaden *) | Getötetenraten *) | Tödlichkeit der Unfälle †) |
| ----------------------- | --------------------------- | -------- | ----------------------------------------- | ---------------------------------------- | ----------------- | -------------------------- |
| BAB                     | 18.901                      | 375      | 302                                       | 82                                       | 1,6               | 19,8                       |
| Außerorts ohne BAB      | 73.916                      | 2.019    | 1.229                                     | k. A.                                    | k. A.             | 27,3                       |
| Bundesstraßen außerorts | 23.903                      | 723      | k. A.                                     | 216                                      | 6,5               | 30,2                       |
| Innerorts               | 209.618                     | 983      | 200                                       | k. A.                                    | k. A.             | 4,7                        |
| Insgesamt               | 302.435                     | 3.377    | 1.731                                     | 408                                      | 4,6               | 11,2                       |

*) je Mrd. Fahrzeugkilometer
†) Getötete je 1000 Unfälle mit Personenschaden
Nachfolgende Tabelle zeigt die Zahl der Todesfälle absolut sowie pro eine Milliarde Fahrzeugkilometer in Deutschland von 1970 bis 2010:
| Jahr | Autobahn   | Autobahn | Andere Straßen | Andere Straßen | Alle Straßen | Alle Straßen | Verkehr % |
| ---- | ---------- | -------- | -------------- | -------------- | ------------ | ------------ | --------- |
| Jahr | Todesfälle | Rate     | Todesfälle     | Rate *)        | Todesfälle   | Rate *)      | Verkehr % |
| 1970 | 945        | 27,0     | 18.248         | 84,5           | 19.193       | 76,5         | 14        |
| 1980 | 804        | 10,0     | 12.237         | 42,6           | 13.041       | 35,4         | 22        |
| 1985 | 669        | 07,1     | 07.731         | 26,7           | 08.400       | 21,9         | 25        |
| 1990 | 936        | 06,9     | 06.970         | 19,8           | 07.906       | 16,2         | 28        |
| 1995 | 978        | 05,5     | 08.476         | 19,0           | 09.454       | 15,1         | 29        |
| 2000 | 907        | 04,5     | 06.596         | 14,3           | 07.503       | 11,3         | 31        |
| 2005 | 662        | 03,1     | 04.699         | 10,0           | 05.361       | 07,8         | 31        |
| 2010 | 430        | 02,0     | 03.218         | 06,6           | 03.648       | 05,2         | 31        |

*) Rate = Todesfälle pro Mrd. Fahrzeugkilometer

Einige Angaben für 2005 sind Werte aus den Jahren 1999–2004. Grundlage für die Verkehrstotenzahlen ist der 30-Tage-Erfassungszeitraum. Die angegebenen Zahlen sind für verschiedene Länder nur unter Berücksichtigung der jeweils maßgebenden Erfassungsmethoden vergleichbar, sodass Korrekturfaktoren benutzt werden. Der Zeitraum zwischen Unfall und Tod der Person ist maßgeblich dafür, ob der Fall in der Statistik erfasst wird oder nicht, und variiert von Land zu Land.

## Netzentwicklung
- Diagrammdaten:
- Definition |
- Hilfe

Es muss jedoch beachtet werden, dass besonders in den 1980er Jahren einige Autobahnen zu Bundesstraßen abgestuft wurden ohne bauliche Veränderungen, zum Beispiel die A 680, die zur B 26 wurde. Daher kann die Netzentwicklung teilweise nicht gleichgesetzt werden mit der Entstehung neuer Autobahnstrecken.
Vom 13.130 km langen Gesamtnetz an zweibahnigen Autobahnen waren am 1. Januar 2024 insgesamt 3736 Kilometer sechs- oder mehrstreifig, was einem Anteil von ca. 28 % entspricht.

## Zustand, Sanierung und Straßenbeläge

Das im April 2015 überarbeitete Informationsschild für Baustellen auf Autobahnen

### Zustandsprüfung und Zustand
Alle vier Jahre prüft die Bundesanstalt für Straßenwesen (BASt) den Zustand sämtlicher Straßen, darunter die Autobahnen.
| Guter Zustand | Mittelmäßiger Zustand | Schlechter Zustand | keine Daten |
| ------------- | --------------------- | ------------------ | ----------- |
| 32.879 km     | 9.835 km              | 10.434 km          | 6.142 km    |

Anmerkung: Das deutsche Autobahnnetz hat eine Länge von 13.200 km. Die meisten Autobahnen sind mehrstreifig, so ergibt sich eine Gesamtlänge von rund 59.000 km Fahrstreifen.
| BE   | MV   | BY   | HB   | HE   | BB   | NW   | NI   | SH   | ST   | BW   | HH   | SN   | SL   | RP   | TH   |
| ---- | ---- | ---- | ---- | ---- | ---- | ---- | ---- | ---- | ---- | ---- | ---- | ---- | ---- | ---- | ---- |
| 37 % | 33 % | 24 % | 23 % | 19 % | 17 % | 17 % | 17 % | 14 % | 14 % | 14 % | 12 % | 11 % | 10 % | 10 % | 10 % |

Unter den fünf marodesten Autobahnen befindet sich die A 100 (39 % sanierungsbedürftig) an erster Stelle, gefolgt von der A 20 (37 %), A 15 (36 %), A 59 (35 %) und A 94 (34 %).
| Guter Zustand | Mittelmäßiger Zustand | Schlechter Zustand |
| ------------- | --------------------- | ------------------ |
| 5.345 km      | 14.804 km             | 1.068 km           |

Die Zustandsprüfung 2021/22 ergab eine Zunahme der Gesamtlänge sanierungsbedürftiger Autobahnen auf 7112 km (2017/18: 5797 km). 8000 Brücken seinen reparaturbedürftig.

### Sanierung
Ab dem 1. Januar 2021 ist die Autobahn GmbH des Bundes und das Fernstraßen-Bundesamt für die Straßensanierung (u. a. Planung, Bau und Unterhalt aller Schnellstraßen) zuständig. Zuvor waren die Länder im Auftrag des Bundes für die Sanierung der Autobahnnetze verantwortlich.

### Zusammensetzung Straßenbeläge

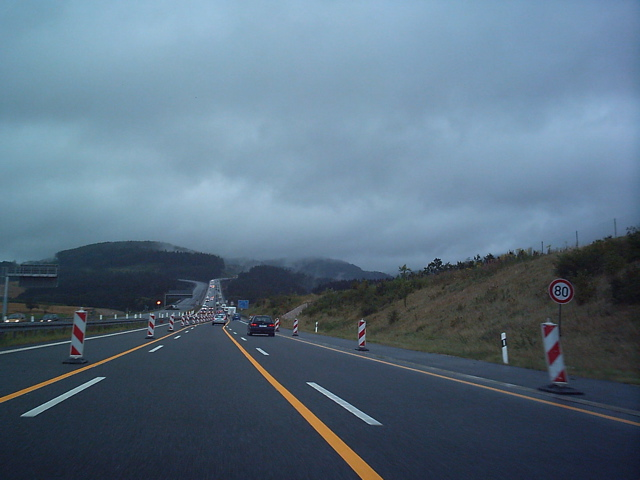
Baustelle auf der A 9

Die deutschen Autobahnen wurden ursprünglich vorwiegend mit einer Betonfahrbahn versehen, aber auch Pflasterabschnitte waren zu finden. Heute sind vorwiegend Asphaltdecken vorhanden, die im Mittel alle 15 Jahre erneuert werden müssen. Der Untergrund, inklusive Tragschicht, hat eine Funktionsdauer von ca. 30 Jahren. Aufgrund der höheren Belastbarkeit und längeren Konzessionszeit von rund 30 Jahren wird wieder verstärkt Beton verwendet.
Eine Betonautobahn neuerer Bauart ist z. B. die 37 Kilometer sechsstreifige Teilstrecke A 8 zwischen dem Autobahnkreuz Augsburg-West und dem Autobahndreieck München-Eschenried. Für das Projekt wurden etwa 130.000 Tonnen Beton verbaut. Durch die Waschbetonstruktur weist die Oberfläche zudem eine bessere Griffigkeit auf und Fahrgeräusche werden reduziert.
Die größte Beanspruchung erleidet eine Fahrbahn vier bis acht Zentimeter unter der Oberfläche. Deshalb wird bei Asphaltstraßen unter der vier Zentimeter dicken Asphaltdecke eine Binderschicht verlegt.

## Umleitungen
Bei Staubildung auf Autobahnen gibt es verschiedene Umfahrungsmöglichkeiten:
- Umlenkungen können den Verkehr über alternative Autobahnen zum Ziel führen.
- Bedarfsumleitungen bilden ein bundesweites Netz, das den Autofahrer auf Nebenstrecken jeweils von einer Autobahnabfahrt zur nächstgelegenen Autobahnauffahrt führt.

## Rastanlagen

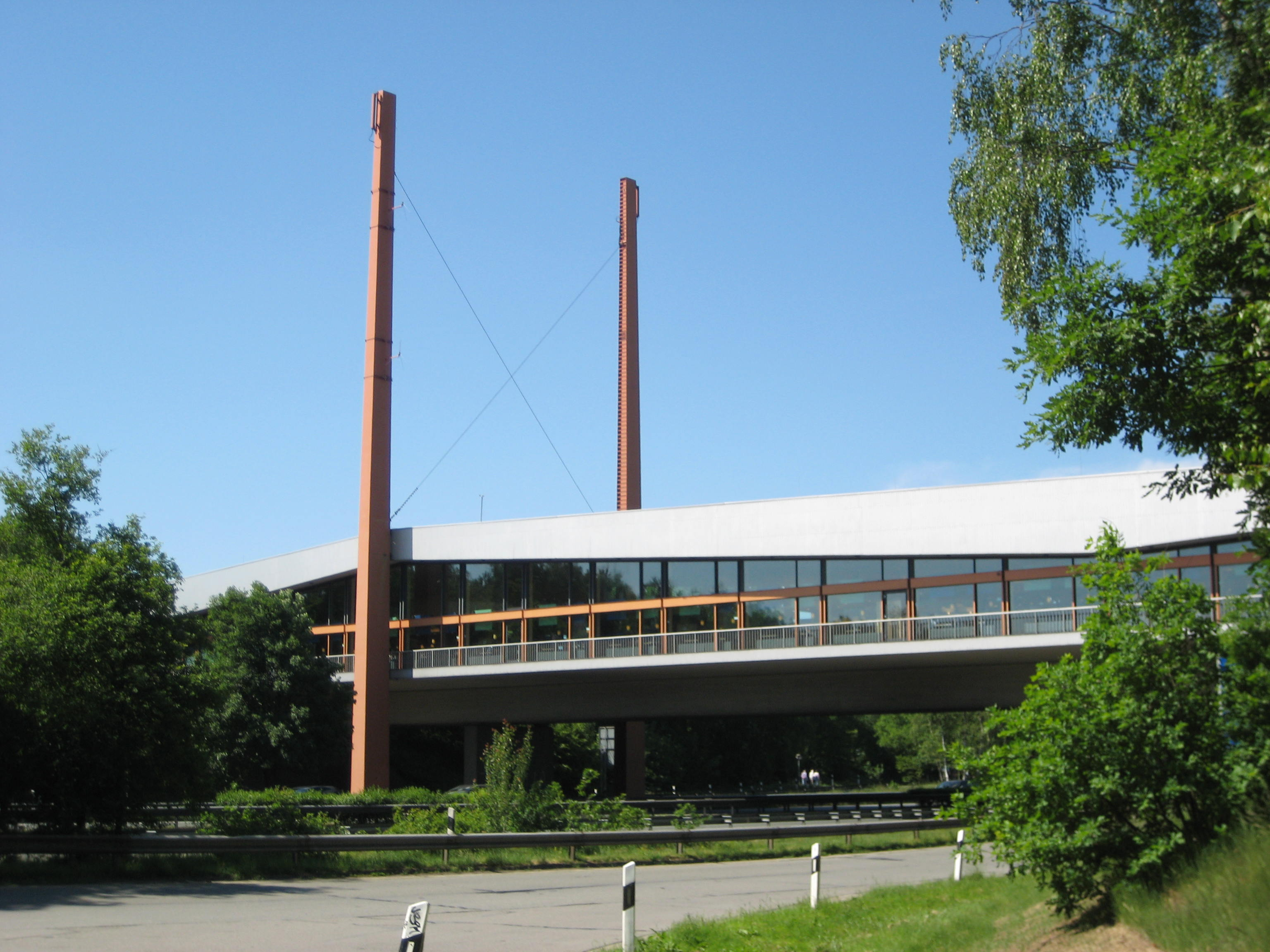
Raststätte Dammer Berge an der A 1

Auf längeren Fahrten benötigen Reisende die Möglichkeit Pausen einzulegen, um z. B. zu tanken oder auf Toilette zu gehen. Entlang des gesamten Autobahnnetzes sind daher Rastplätze, Autobahnrasthöfe und Autohöfe zu finden. Direkt angebundene Rastanlagen zählen zu den Nebenbetrieben und sind somit nach § 1 FStrG Teil der Autobahn.
Ein Autobahnrasthof umfasst in der Regel eine Tankstelle und die eigentliche Raststätte, in der Speisen und Getränke, die über das normale Sortiment einer Tankstelle hinausgehen, angeboten werden. In manchen Fällen ist auch ein Motel vorhanden. An Raststätten gibt es außerdem Waschräume, Toiletten sowie Babywickelräume, sie sind häufig behindertengerecht ausgestattet. Ferner verfügen Rasthöfe i. d. R. über einen Internetzugang und Ausstattungen wie einen Kinderspielplatz. Während Merkmale wie öffentliche Telefone mittlerweile kaum noch zu finden sind, werden immer mehr Raststätten mit Ladestationen mit Schnellladepunkten für Elektroautos ausgestattet. Meist sind die Raststätten durchgehend geöffnet oder weisen eine sehr lange Öffnungszeit vor.
Rastplätze sind unbewirtschaftete Rastanlagen, umgangssprachlich spricht man auch von Autobahnparkplätzen. Sie bestehen nur aus der Verkehrsanlage (Parkplätze), Dienstleistungen werden dort nicht angeboten. In manchen Fällen gibt es auch ein Toilettengebäude, diese Rastplätze werden auch als PWC-Anlage bezeichnet.
Autohöfe liegen nicht unmittelbar an der Autobahn und haben keine eigene Zu- und Abfahrt. Sie liegen i. d. R. in der direkten Nähe einer Autobahnausfahrt und haben dadurch, da sie nicht direkt an die Autobahn angeschlossen sind, einen anderen rechtlichen Status.

## Gemeinsame Autobahnabschnitte
Aufgrund von topographischen Gegebenheiten, Kosten und Umplanungen verlaufen auf einigen Autobahnabschnitten mehrere Bundesautobahnen gemeinsam. Die nachfolgende Tabelle führt diese für Deutschland auf.
| Autobahnen | Von                     | Bis               | Streckenlänge | Fahrstreifen | Anzahl gemeinsamer Abfahrten |
| ---------- | ----------------------- | ----------------- | ------------- | ------------ | ---------------------------- |
| /          | Dreieck Leonberg        | Kreuz Stuttgart   | 7,2 km        | 8            | 1                            |
| /          | Kreuz Neuss-West        | Dreieck Neuss-Süd | 6,7 km        | 6            | 3                            |
| /          | Dreieck Erfttal         | Kreuz Bliesheim   | 5,1 km        | 6            | 1                            |
| /          | Langenselbolder Dreieck | Hanauer Kreuz     | 3,4 km        | 8/10         | 0                            |
| /          | Kreuz Köln-Ost          | Dreieck Heumar    | 2,8 km        | 8            | 0                            |

Die folgenden parallelen Abschnitte sind im Bau oder in Planung.
| Autobahnen | Von                        | Bis                                     | Streckenlänge | Fahrstreifen | Anzahl gemeinsamer Abfahrten | Status           |
| ---------- | -------------------------- | --------------------------------------- | ------------- | ------------ | ---------------------------- | ---------------- |
| /          | Dreieck Bremerhaven-Süd    | Dreieck Stotel                          | 6,6 km        | ?            | 1                            | Vorplanung       |
| /          | Dreieck Kassel-Süd         | Kassel-Ost (zukünftig Dreieck Lossetal) | 4,9 km        | 8            | 1 Kreuz                      | in Bau           |
| /          | Dreieck Frankfurt-Seckbach | Dreieck Erlenbruch                      | 1,4 km        | 6            | 0                            | Planfeststellung |

## Besonderheiten und Trivia
- Im Autobahndreieck Hamburg-Nordwest führt der Übergang der A 23 von Westen zur A 7 Richtung Norden über die Ausfahrt Hamburg-Eidelstedt an eine Ampel an der  (Holsteiner Chaussee). Direkt danach beginnt ein Tunnel unter der A 7 zur eigentlichen Auffahrt.
- Im Autobahndreieck Nonnweiler führt der Übergang zwischen der A 1 von/nach Süden und der A 62 über die Anschlussstellen „Nonnweiler-Otzenhausen“ und eine (A1 Süd – A62 Ost) bzw. 2 Kreuzungen (A62 Ost – A1 Süd), die zur Landesstraße L147 gehören.
- Die A 61 beginnt ihre Kilometrierung an der Grenze zu den Niederlanden mit negativen Werten (−0,2 und −0,1 km), die innerhalb von ein paar hundert Meter über 0 in positive Zahlen wechselt, da die Autobahn früher woanders an der deutsch-niederländischen Grenze beginnen sollte.

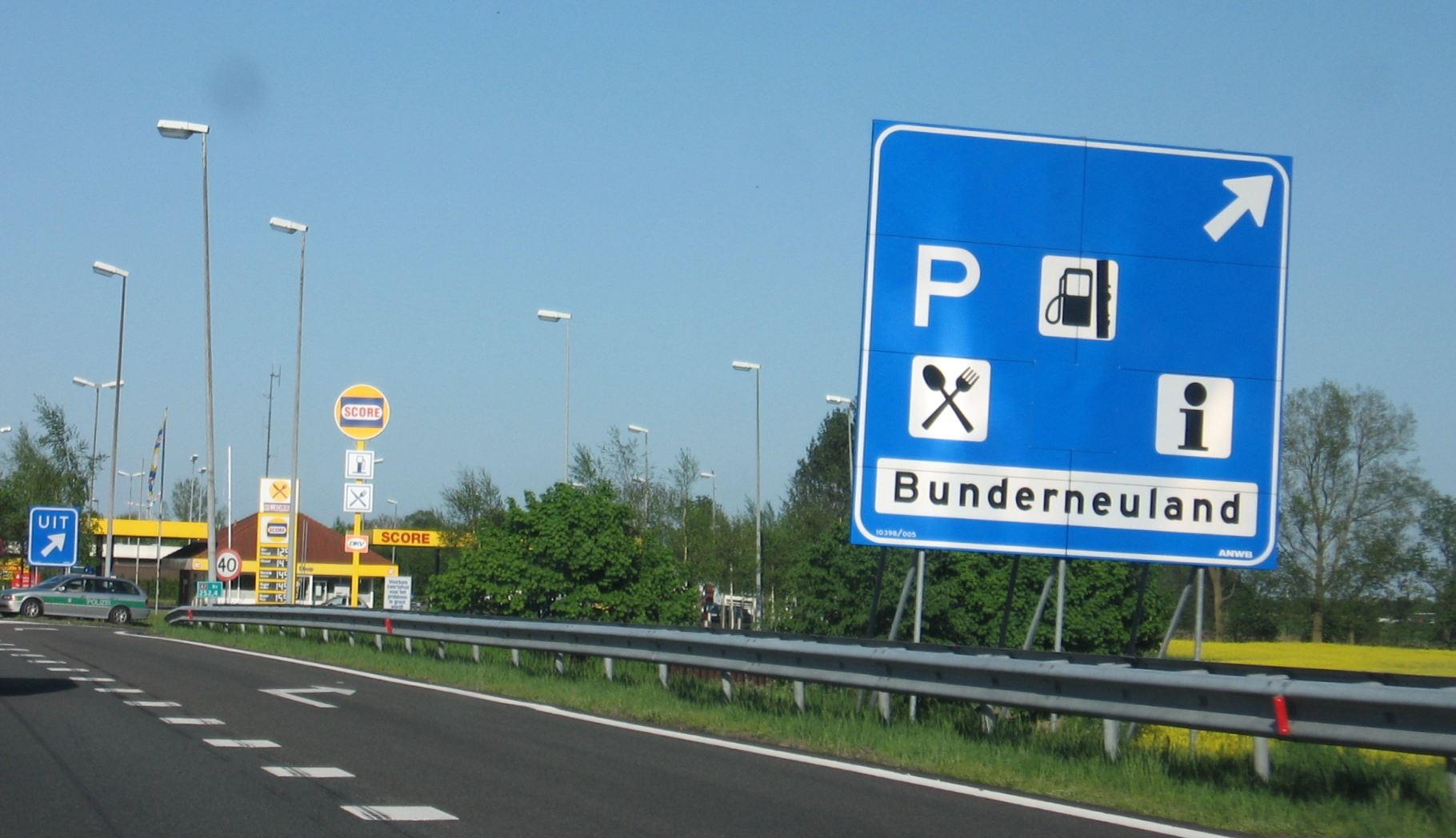
Deutsche Tank- und Raststätte mit niedersächsischer Polizei hinter dem niederländischen Ausfahrtschild „UIT“

- Auf der Bundesautobahn 280 im ostfriesisch-niederländischen Grenzgebiet verläuft in Fahrtrichtung Osten der Rijksweg 7 hinter seiner letzten Abfahrt Bad Nieuweschans unmittelbar entlang der deutsch-niederländischen Grenze. Das Staatsgebiet der Niederlande endet in diesem Abschnitt am südlichen Fahrbahnrand. Daraus ergibt sich das Kuriosum einer Tankstelle und Raststätte (Bunderneuland), die sich auf dem Territorium der Bundesrepublik Deutschland befindet, sodass dort die in Deutschland üblichen Tankstellenpreise zu zahlen sind. Diese deutsche Anlage ist nicht der Bundesautobahn A 280 zugeordnet, die erst etwa 500 Meter nach dem Verlassen der Raststätte erreicht wird.
- Die A 1 durfte (Stand: Januar 2024) in einem Teilstück im Norden von Köln von 2014 bis 2024 nicht von Lastkraftwagen befahren werden. Hintergrund war der schlechte bauliche Zustand der Rheinbrücke Leverkusen, weshalb die Autobahn in diesem Bereich nur von Fahrzeugen bis maximal 3,5 t Gesamtgewicht befahren werden darf.[39] Seit dem 29. September 2016 sind Schranken auf den Zufahrten zur Brücke in Betrieb, die alle LKW abfangen.[40] Die Einhaltung des Fahrverbots für Fahrzeuge über 3,5 t Gesamtgewicht erfolgte durch in beiden Fahrtrichtungen installierte Verkehrsüberwachungsanlagen. Die Sperrung der in Leverkusen den Rhein überquerenden Autobahnbrücke war problematisch, weil es sich bei dem betroffenen Autobahnabschnitt mit über 120.000 Fahrzeugen pro Tag[41] um eines der meist befahrenen Autobahnteilstücke in Deutschland handelt und mit Ausnahme der im Süden von Köln gelegenen Rheinbrücke Köln-Rodenkirchen an der A 4 alle Rheinüberquerungen im Stadtgebiet von Köln wegen baulicher Mängel ebenfalls Gewichtsbeschränkungen aufweisen und nicht oder nur von einem Teil der Lastkraftwagen befahren werden können.

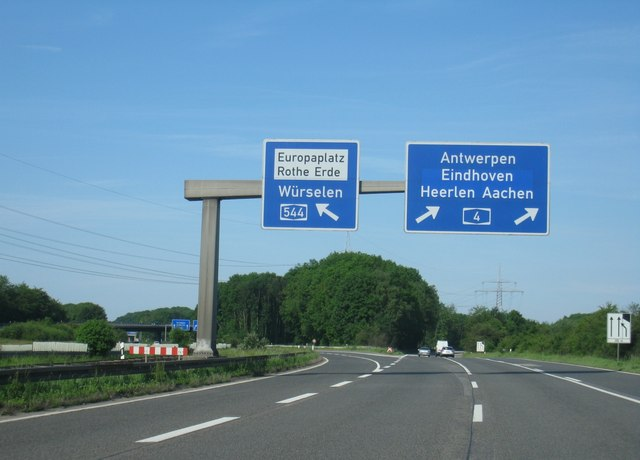
Besonderheit auf der A 4: Autobahnabzweig nach links (2010)

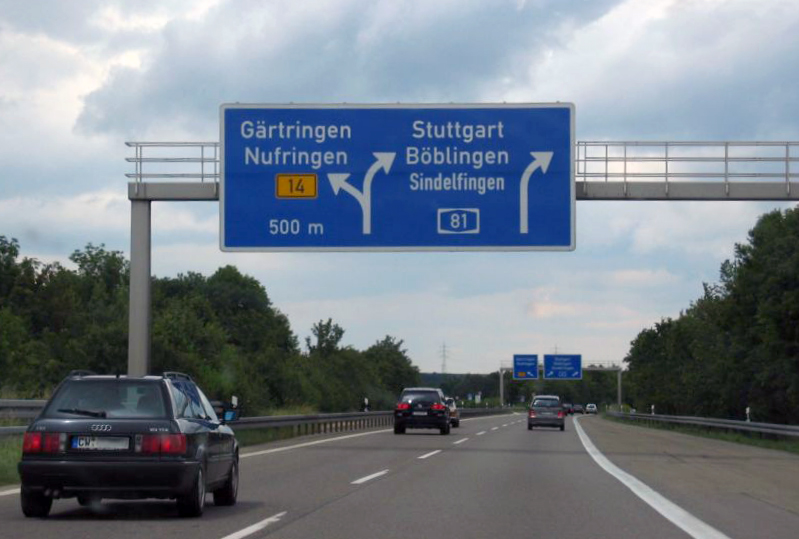
Besonderheit auf der A 81: Autobahnausfahrt nach links (2004)

- Es gibt fünf Autobahnpaare (ohne Berücksichtigung von Überschneidungen bzw. Doppelnummerierungen), die an zwei verschiedenen Stellen aufeinandertreffen: A 1 und A 43 (AK Wuppertal-Nord und AK Münster Süd), A 6 und A 61 (AK Frankenthal und AD Hockenheim), A 7 und A 37 (AK Hannover/Kirchhorst und AD Hannover-Süd), A 7 und A 39 (Maschener Kreuz und AD Salzgitter) sowie A 44 und A 52 (AK Düsseldorf-Nord und AK Neersen), wobei die A 37, A 39 und A 52 jeweils zwischen beiden Punkten unterbrochen sind. Sofern das Wommener Dreieck gebaut wird, kämen noch A 4 und A 44 hinzu (diese kreuzen sich bereits am AK Aachen).
- In Deutschland gibt es einige Ausfahrten, die nach links von der Fahrbahn abzweigen:
  - Am AK Nürnberg ist die vierstreifige Verbindungsrampe Frankfurt (A 3) - München (A 9) in beiden Fahrtrichtungen am Anfang und am Ende auf der linken Seite angebunden.
  - Am AK Aachen zweigt von der A 4 Richtung Aachen die A 544 links ab. Dieser Zustand wurde auch nicht beim Neubau des Autobahnkreuzes geändert.
  - A 8, Anschlussstelle 36 Pirmasens-Winzeln in Nordrichtung.
  - A 81, Anschlussstelle 27 Gärtringen in Nordrichtung. Diese Ausfahrt war ursprünglich als Autobahnkreuz geplant, was am Bauzustand auch erkennbar ist.
  - In Berlin auf der A 100 Ausfahrt Siemensdamm (Anschlussstelle 5) und auf der A 111 Ausfahrt Eichborndamm (Anschlussstelle 8) im Tunnel Flughafen Tegel. Die genannten Links-Ausfahrten sind in nördlicher Fahrtrichtung erreichbar.
  - Seit März 2007 auf der A 46 im umgebauten Autobahnkreuz Neuss-West in Nordrhein-Westfalen, das eigentlich nur ein „Autobahndreieck“ ist mit der Ausfahrt als weiterführende, die A 57 kreuzende Fahrbahn.[42]
- Auf einem Abschnitt der A 4 bei Eisenach (Position), seit der Nordverlegung der Autobahn im Jahr 2010 abgestuft zu einem Teil der Bundesstraßen B 19 und B 84, befindet sich auf dem Standstreifen eine ummauerte Treppe aus den 1930er Jahren.[43]
- Durch die kriegsverursachte Zweiteilung der heutigen A 4 (Aachen – Köln – Olpe bzw. Bad Hersfeld – Erfurt – Chemnitz – Dresden – Bautzen) geht die zu DDR-Zeiten vom Hermsdorfer Kreuz bis zur innerdeutschen Grenze ausgedehnte Kilometrierung mit Nullpunkt bei Dresden plötzlich über in die ältere Kilometrierung, die, vom Autobahndreieck Potsdam am Berliner Ring beginnend, über das Hermsdorfer Kreuz westlich weiterlief und auf hessischem Gebiet unverändert Richtung Kirchheimer Dreieck fortgesetzt wird.
- Am Autobahnabschnitt Strecke 46 wurde von 1937 bis 1939 gebaut, er ist jedoch nie fertiggestellt worden. Die A 7 verläuft heute auf einer anderen Streckenführung.
- Der Bau der heutigen A 72 wurde zwischen Pirk und Hof noch in den 1930er Jahren begonnen. Die Einstellung der Arbeiten erfolgte später kriegsbedingt, so auch bei der halbfertigen Elstertalbrücke. Über die geplante Strecke verlief nach dem Krieg der „Eiserne Vorhang“, sodass die letzten 15 Kilometer erst rund 55 Jahre später fertiggestellt und freigegeben werden konnten. Über die Zeit hatten die Anwohner des Ortes Pirk einen Blick auf Pfeiler und Bögen einer halbfertigen Brücke.
- Auf der A 60 bei Mainz, zwischen den Ausfahrten MZ-Weisenau (heute MZ-Laubenheim) und MZ-Großberg (heute MZ-Weisenau), gab es zeitweise Ampeln auf der Autobahn. Diese waren in Schilderbrücken eingelassen und dienten dazu, den Verkehr auf der A 60 immer dann anzuhalten, wenn in einem direkt an der Autobahn liegenden Steinbruch Sprengungen durchgeführt wurden. Diese Ampeln wurden auf vorgelagerten Schilderbrücken angekündigt. Im Fall einer Sprengung wurde die Autobahn dann aber zusätzlich zu den Ampeln mit einem querstehenden Polizeiwagen gesperrt. Ähnliches passiert heute noch an der A 71 an der Anschlussstelle Meiningen-Nord.

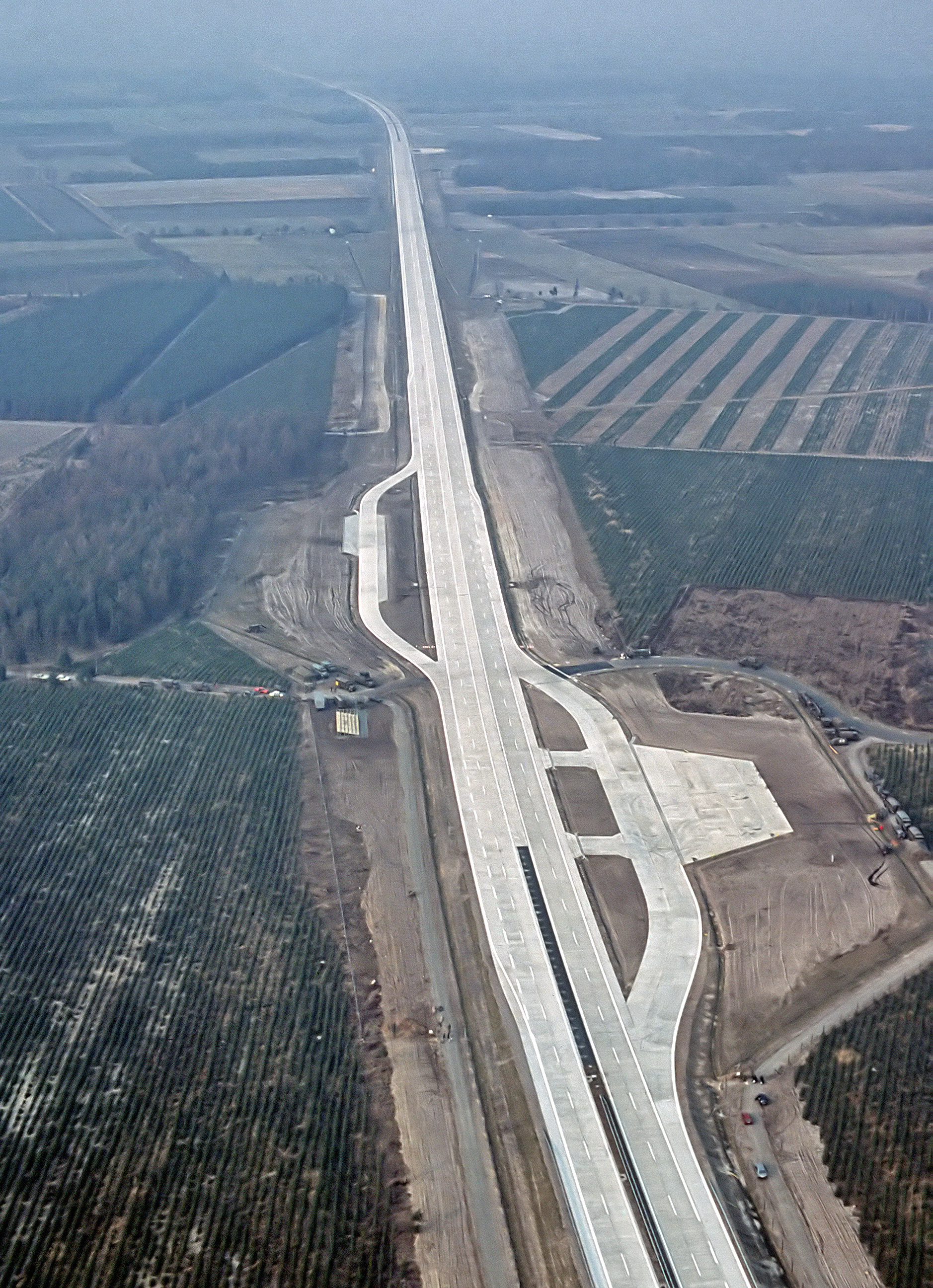
Behelfsflugplatz auf der A 29 (1984)

- Ebenfalls eine Ampelanlage findet sich in Mannheim an dem Übergang der Wilhelm-Varnholt-Allee in die A 656. Bei Veranstaltung auf dem nördlich gelegenen Maimarktgelände wird die Mittelleitplanke entfernt und mittels Ampelschaltung für Linksabbieger ein Befahren des Parkplatzes ermöglicht. Seit 1988 beginnt die Autobahn offiziell erst dahinter, die Kilometrierung und die für Autobahnen typischen Schilder auf blauem Grund blieben jedoch erhalten.
- Das Autobahnkreuz Hannover-Buchholz sowie das nördliche Teilstück der A 37 bei Hannover ist mit Ampeln und Absperreinrichtungen versehen, um die gesamte Autobahn in/aus südlicher Richtung und die anschließende B 3/B 6 in eine Einbahnstraße umzuwandeln. Von dieser Möglichkeit wird einmal jährlich während der „Hannover Messe“ für einige Stunden täglich Gebrauch gemacht. Auf dem südlichen Teilstück gibt es keine entsprechende Anlage, dort kann die anschließende B 6 lediglich für den Verkehr nach Norden gesperrt werden.
- Einige Autobahnabschnitte wurden während der Zeit des Kalten Krieges als Behelfsflugplätze vorgesehen. Diese Bereiche hätten im Notfall innerhalb kurzer Zeit in provisorische Militärflugplätze umgebaut werden können.
- Auf Veranlassung des damaligen Verkehrsministers Hans-Christoph Seebohm tragen seit Mitte der 1960er Jahre mehrere Parkplätze und eine Raststätte im alten Bundesgebiet Namen, die mit der umgebenden Topografie nichts zu tun haben, sondern auf Orte in den ehemaligen deutschen Ostgebieten verweisen: Es handelt sich um Patenstädte, hier an der A 3 die Raststätte „Landsberg an der Warthe“ im Westerwald und der Parkplatz „Tilsit“ zwischen Leverkusen und Köln; am westfälischen Abschnitt der A 2 die Parkplätze „Kolberg“ und „Stettin“, an der A 7 bei Northeim der Parkplatz „Schlochau“, an der A 27 zwischen Verden und Walsrode der Parkplatz „Preußisch Eylau“.[44]
- Den ersten tödlichen Verkehrsunfall auf einer deutschen Autobahn gab es am 11. Juni 1934 auf der heutigen A 555 zwischen Köln und Bonn. Ein mit Papierrollen beladener LKW prallte gegen ein Brückengeländer in der Nähe von Uedorf bei Bornheim. Dabei kamen der 29-jährige Fahrer und der 27-jährige Eigentümer des LKW, der sich auf der Ladefläche befand, ums Leben. Eine Mitfahrerin auf dem Beifahrersitz überlebte leicht verletzt.[45]
- In den 1980ern wurde ein noch in Bau befindliches Stück Autobahn nach Asphaltieren des Mittelgrünstreifens zum Landen und Starten von auch ausländischen Militärflugzeugen (Kampf- bis Transportflugzeuge) getestet.[46]
- Autobahn heißt das vierte Studioalbum der deutschen Band Kraftwerk, das im November 1974 erschienen ist.